# Plynová zbraň

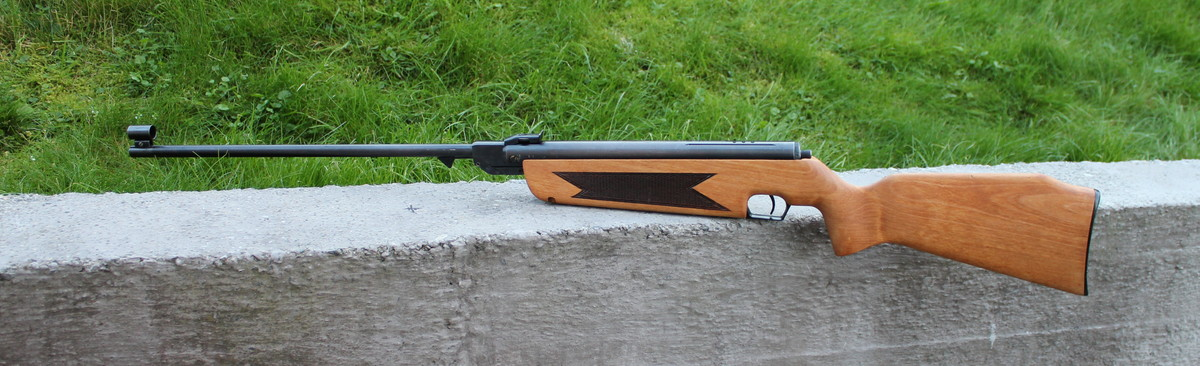
Plynová zbraň – vzduchovka Slavia

Plynová zbraň je dle české legislativy střelná zbraň podléhající zákonu o zbraních č. 119/2002 Sb.

## Definice
Plynová zbraň je dle ČSN 39 5002-1 definována jako „střelná zbraň, u které je funkce odvozena okamžitým uvolněním energie stlačeného vzduchu nebo jiného plynu". Zákon o zbraních č. 119/2002 Sb plynovou zbraň definuje v souladu s normou ČSN 39 5002-1.

## Popis
Plynové zbraně se vyrábějí jako zbraně krátké i dlouhé. V některých případech svým vzhledem či ovládacími prvky kopírují svoji reálnou předlohu, v jiných případech je jejich vzhled unikátní.

## Využití
Plynové zbraně se nejčastěji využívají v následujících případech:
- rekreační střelba – například střelba na pouťových střelnicích apod.
- základní výcvik v ovládání zbraně a ve střelbě – často se plynové zbraně využívají pro výcvik ve střelbě, zejména v případě mládeže. Výhodou plynových zbraní je jejich dostupnost a možnost střelby i mimo schválenou střelnici. Zároveň jsou plynové zbraně při dodržení základních bezpečnostních pravidel poměrně bezpečné. Energie střely je řádově nižší než u zbraní palných, rovněž úroveň hluku výstřelu je v porovnání s palnou zbraní velmi nízká.
- sportovní střelba – používají se ve střeleckých disciplínách vzduchová pistole, víceranná vzduchová pistole či vzduchová puška. Při sportech jako paintball či airsoft se též používají plynové zbraně.
- sběratelská činnost – plynové zbraně jsou díky realistickému vzhledu často předmětem sběratelské činnosti. Na jejich držení či skladování se vztahují daleko mírnější podmínky než na držení jejich skutečných předloh. Pořizovací cena je též výrazně nižší.

## Plynové zbraně z pohledu české legislativy
Dle platné české legislativy se plynové zbraně ráže nejvýše 6,35 mm řadí do kategorie D. Zbraně kategorie D nebo střelivo do této zbraně může nabývat do vlastnictví a držet nebo nosit fyzická osoba starší 18 let způsobilá k právním úkonům. Plynové zbraně vyšší ráže než 6,35 mm se řadí do kategorie C-I. Pro nabývání zbraní kategorie C-I platí obdobná pravidla jako pro zbraně kategorie D s tím rozdílem, že nabytí vlastnictví zbraně či převod vlastnictví zbraně C-I je držitel povinen do deseti pracovních dnů ohlásit příslušnému útvaru PČR.
Před novelou č. 13/2021 Sb. zákona o zbraních platila pro zařazení plynových zbraní do jednotlivých kategorií jiná pravidla. Plynové zbraně nebyly omezeny ráží, ale úsťovou energií střely. Limit činil 16 J. Plynové zbraně s úsťovou energií střely nejvýše 16 J byly zařazeny do kategorie D. Zbraně s vyšší energií pak byly zařazeny do kategorie C a k jejich držení byl nutný zbrojní průkaz.

## Rozdělení
Podle zdroje energie se plynové zbraně dělí následovně:
- vzduchovky – střela je uváděna do pohybu tlakem vzduchu mechanicky stlačeného v okamžiku výstřelu
- větrovky – střela je uváděna do pohybu tlakem vzduchu vypouštěného z tlakové nádoby
- zbraně na CO2 – střela je uváděna do pohybu tlakem plynu CO2 vypuštěného z tlakové nádoby

Podle charakteru střelby se plynové zbraně dělí následovně:
- jednoranové
- opakovací
- samonabíjecí
- samočinné